# ティプトロニック

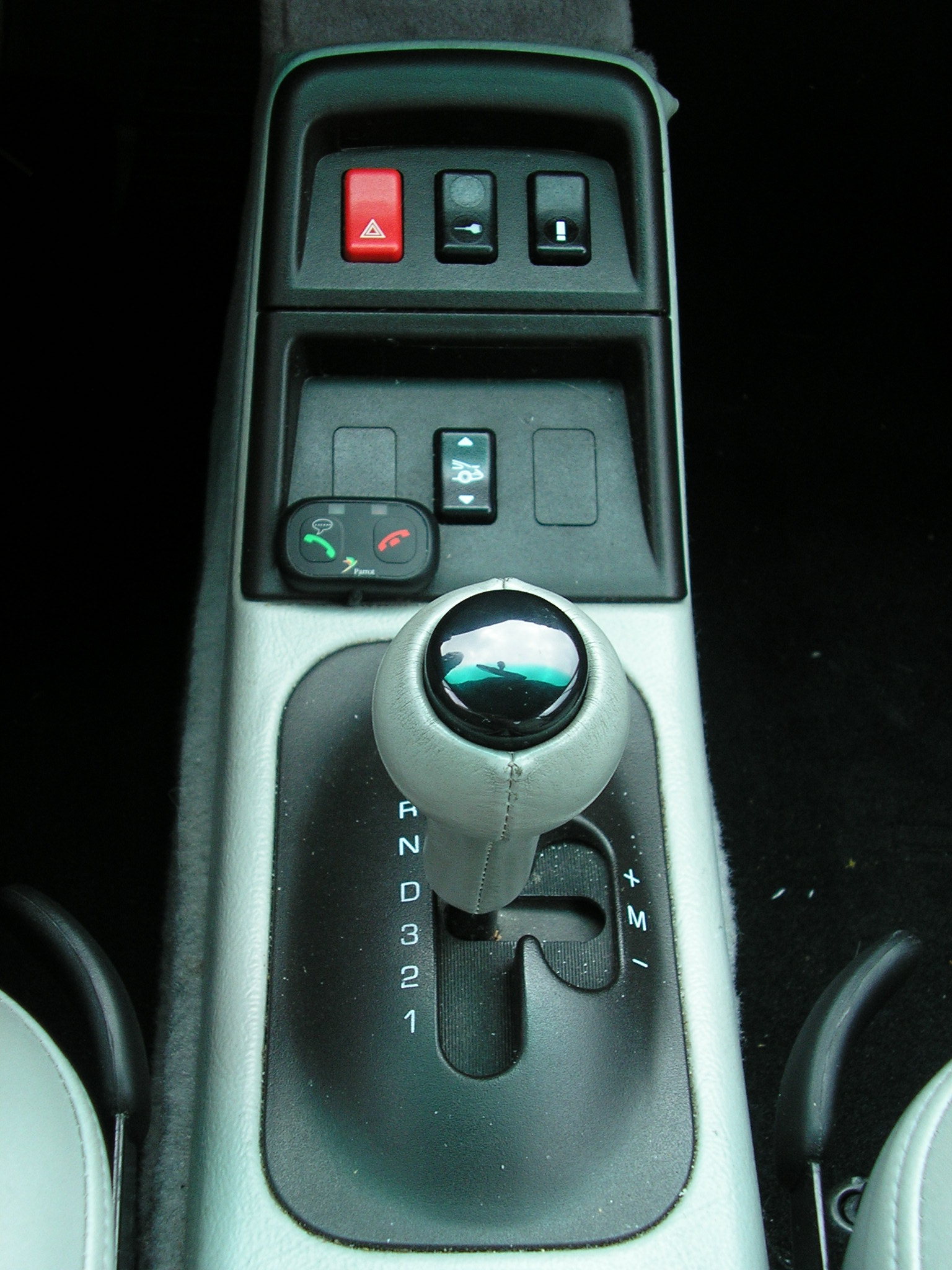
ポルシェ911（993）の4速ティプトロニックのシフトレバー

ティプトロニック（Tiptronic）は、オートマチックトランスミッションのマニュアルシフトモードに対するポルシェ社の商標である。ティプトロニックという商標はポルシェに属しているものの、1990年代以降はアウディやフォルクスワーゲン、2013年以降はプジョーのシステムに対しても使われている。
ティプトロニックという名称はポルシェ・911（964型）の4速オートマチックトランスミッション（1990年1月からオプションとして提供）に初めて使われた。このZFフリードリヒスハーフェン製トランスミッションは、1968年から1980年まで使われたポルシェの3速あるいは4速（1976年度から）セミオートマチックトランスミッション「Sportomatic」とは構造的にも概念的にも異なっている。
左側のゲートは通常のオートマチックトランスミッションと同じで、Dレンジから左側ゲートと平行な右側ゲートとつながっている。右側ゲートでは、シフトレバーを操作することによってシフトアップ（+）またはダウン（−）を行う。ポルシェ・993の1995年モデルで初めて使われたティプトロニックSでは、この機能はステアリングホイール上のロッカースイッチへと統合され、ステアリングホイールの右側と左側の「+」と「−」を親指で押して操作できるようになった。より新しいポルシェ車は代わりにプッシュ-プル式ボタンを備える。一方、アウディはステアリングホイールの近くでトランスミッションを操作するためのいわゆるシフトパドルを使用する。パドルはステアリングホイールの裏側に位置し、引いて作動させる。右側のパドルが「+」、左側のパドルが「−」である。